# Мілтон-Кінз
Мі́лтон-Кінз (англ. Milton Keynes) — місто на південному сході Великої Британії в графстві Бакінгемшир, що знаходиться в 72 км на північний захід від Лондону. Адміністративний центр однойменної унітарної одиниці.

## Міста-побратими
- Бернкастель-Кус, Німеччина
- Алмере, Нідерланди